# Ron Courtney Island
Ron Courtney Island är en ö i Australien. Den ligger i delstaten Western Australia, nära delstatshuvudstaden Perth.
Runt Ron Courtney Island är det i huvudsak tätbebyggt. Runt Ron Courtney Island är det tätbefolkat, med 982 invånare per kvadratkilometer. Genomsnittlig årsnederbörd är 820 millimeter. Den regnigaste månaden är juli, med i genomsnitt 142 mm nederbörd, och den torraste är januari, med 11 mm nederbörd.